# گلدنشتت
گلدنشتت (به آلمانی: Goldenstädt) یک منطقهٔ مسکونی در آلمان است که در بانتسکوو واقع شده‌است. گلدنشتت ۶۵۳ نفر جمعیت دارد.